# Florian Luger
Florian Luger (geboren am 22. Mai 1994) ist ein österreichisches Model.

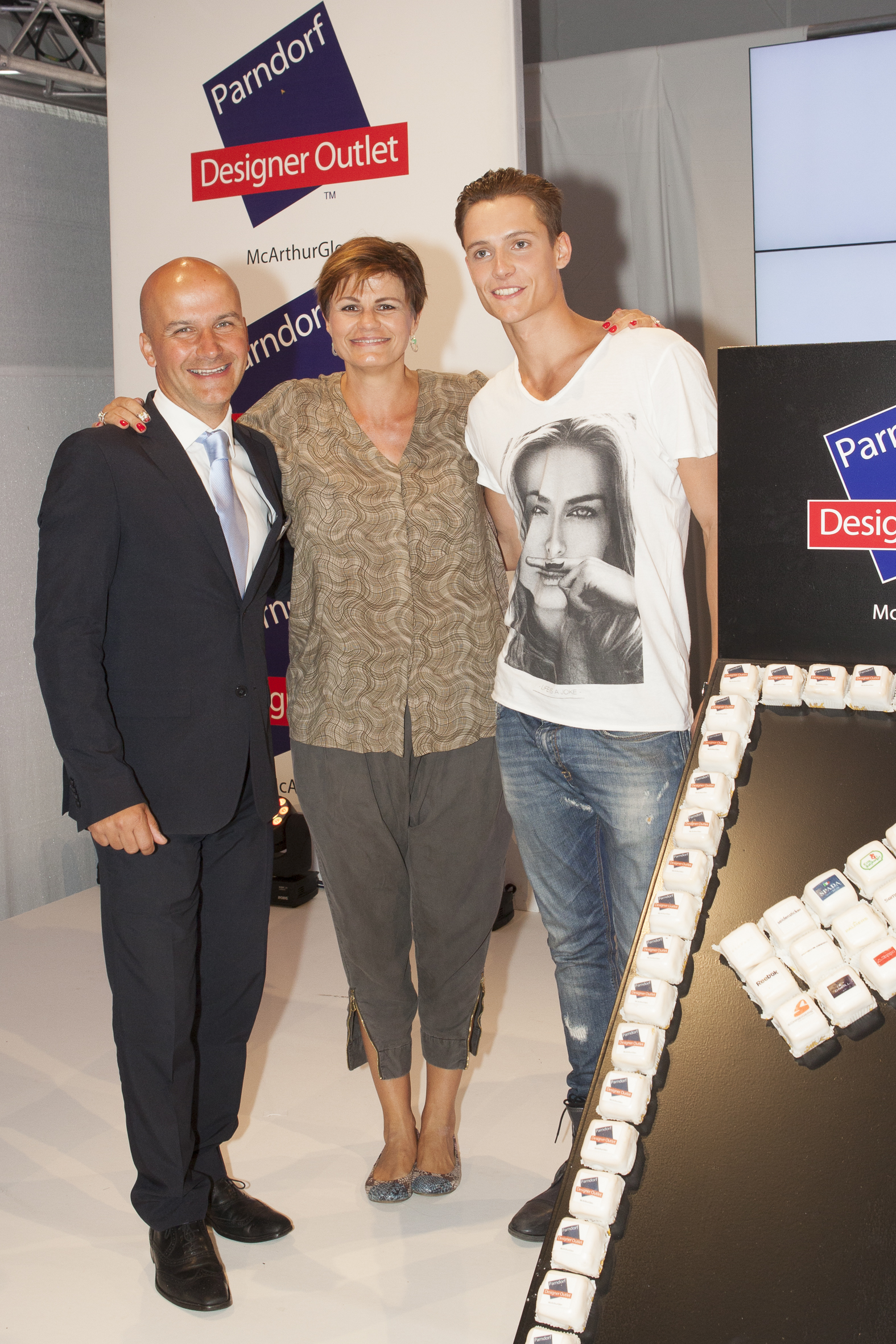
Florian Luger (rechts) 2013

## Leben und Werk
Luger schloss seine Schulbildung mit der Matura ab, absolvierte ab Herbst 2013 seine Wehrpflicht und inskribierte an der Wirtschaftsuniversität Wien.
Als Model entdeckt wurde Luger 2012 im Finale des Elite Model Look Contest Austria, welches er gewann. Bereits im Jänner des Folgejahres war Luger auf dem Laufsteg der Mailänder Modewoche für Emporio Armani zu sehen, im Frühjahr ebendort für Bottega Veneta, Prada und Gucci. Für Valentino Menswear fungierte er als „Opening Face“, d. h. als Model, das als erstes den Laufsteg betritt. In Paris folgten Shows von Louis Vuitton, Dior Homme und Kris Van Assche. Schließlich wurde er auch für Fendi, das Lookbook von Dior Homme und die Image-Kampagne Structur von Tiberius verpflichtet. Zu dem Trend befragt, dass in Paris extrem schlanke männliche Models gefragt sind, antwortete er knapp: „Ich würde für Paris nicht hungern.“
Er wird von den Agenturen View (Madrid), Elite Milan und Stellamodels (Wien) vertreten.

## Auszeichnung
- 2012 Elite Model Look, Sieger des Austria Finales
- 2014 Vienna Fashion Award als Best Model

## Nachweise
1. ↑  Kurier: „Ich würde für Paris nicht hungern“ (Memento des Originals vom 4. März 2016 im Internet Archive)  Info: Der Archivlink wurde automatisch eingesetzt und noch nicht geprüft. Bitte prüfe Original- und Archivlink gemäß Anleitung und entferne dann diesen Hinweis., 5. Juli 2013